# Santa Fe de Quer
Santa Fe de Quer és una església del municipi de Bagà (Berguedà) inclosa en l'Inventari del Patrimoni Arquitectònic de Catalunya i protegida com a bé cultural d'interès local des del 2017.

## Descripció

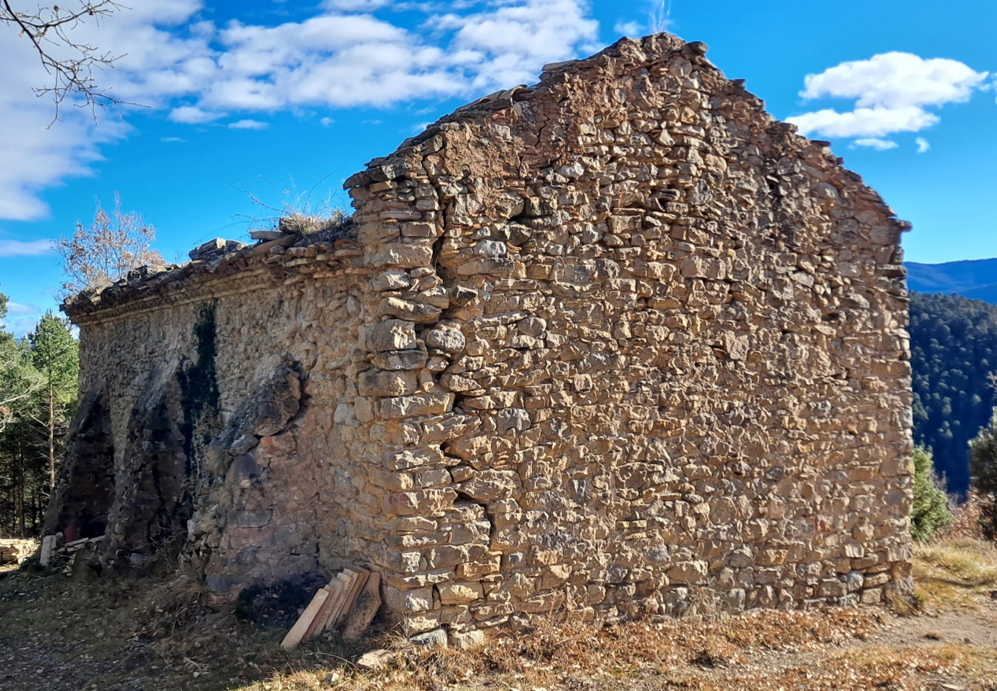
Fotografia presa el 2021 que mostra el parament sud-oest de Santa Fe de Quer.

És una petita església d'una sola nau amb la façana principal oberta a llevant. Les seves dimensions aproximades són de 12 metres de llargada per 6 metres d'amplada, amb una alçada fins l'arrencament de la coberta de 3,80 metres. La planta és de tendència rectangular resultant en un presbiteri d'acabat quadrat. De l'església original es conserven dempeus els paraments laterals (costats nord i sud) i el del presbiteri (costat oest). L’aparell emprat en aquesta edificació, concretament als murs perimetrals, es tracta d’una mamposteria a partir de pedres no massa treballades ni polides, unides mitjançant morter de calç. Les cantonades, així com les obertures presenten un aparell de carreus (de mides reduïdes) més treballats i polits disposats regularment. La fisiognomia dels murs laterals està caracteritzada per la presència de contraforts construïts a partir de paredat, que reforcen els llenços erigits. N’hi ha disposats tres a cada banda brindant un suport estructural a la capella. Seguint l’alçat de les clavendes podem observar com la part superior es corona en un ràfec confeccionat a partir de dues fileres de teules àrabs i dues fileres de rajols plans alternades. Culminant aquesta estructura identifiquem la presència de teules àrabs intercalades de tal manera que primerament en trobem una convexa seguida per una de còncava, establint, per tant, l’inici d’una teulada a dos aigües, el vèrtex del qual el podem determinar al centre de la nau, evidenciat per la triangulació del carener en la culminació de la contra façana. En origen, l'interior de la nau es trobava arrebossat de calç policromada, del qual es preserven alguns fragments actualment. Així també, resta en la part superior l'arrencament d'una volta de canó que hauria cobert inicialment la capella.

## Història de l'edifici

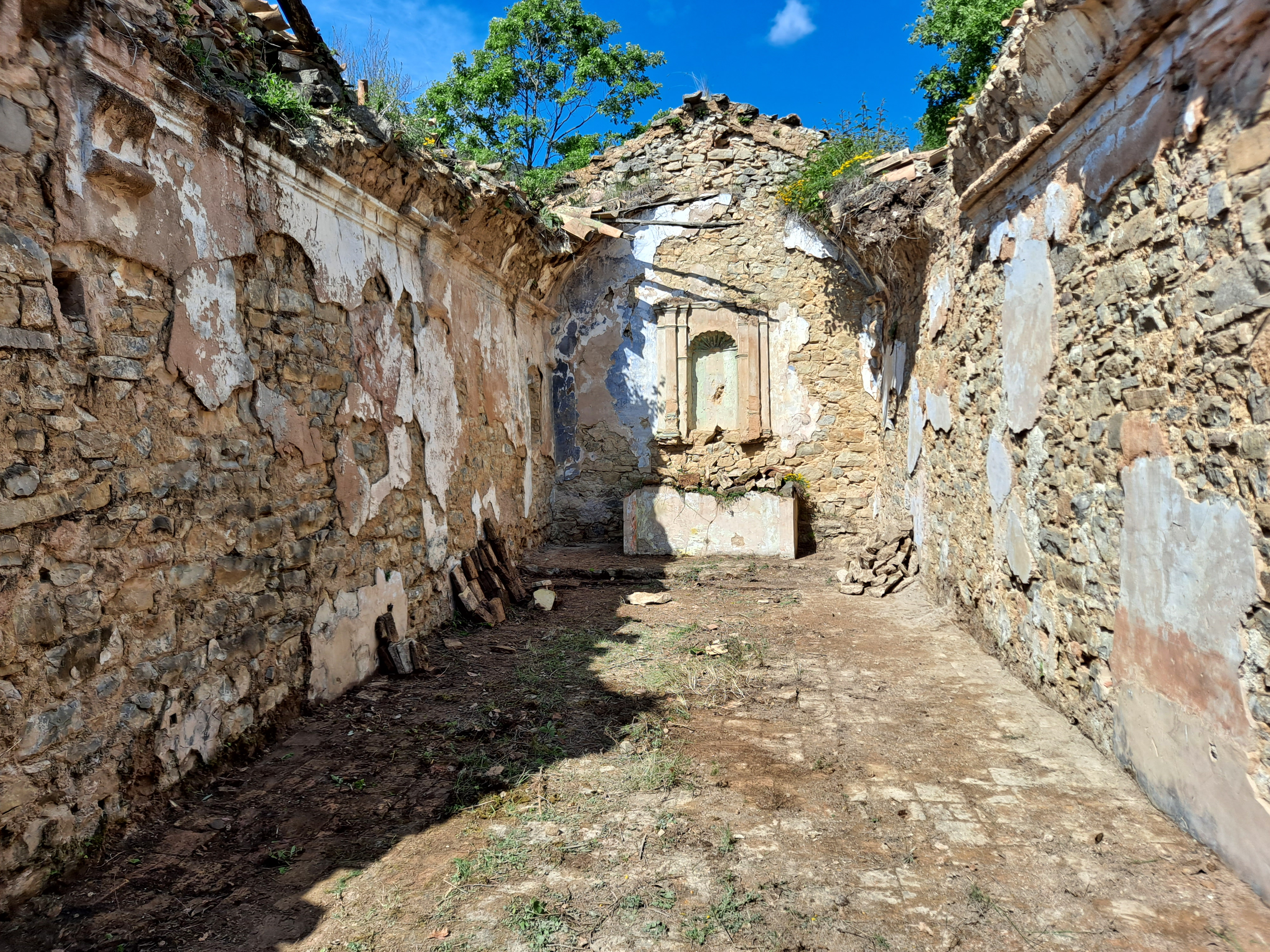
Fotografia de l'interior de Santa Fe de Quer presa el 2021.

El lloc de Quer és documentat des de final del segle x i l'església de santa Fe des de l'any 1259, quan era regida per un donat. Els llegats testamentaris a favor de l'església en van fer possible la construcció al segle xiii així com el suport econòmic dels prohoms de la vila de Bagà que va considerar a Santa Fe copatronada de la vila de Bagà, juntament amb Sant Esteve. L'església fou reformada al segle xiv però al segle xviii es bastí l'actual construcció, consagrada el 1766.
Fou destruïda durant la guerra civil (1936- 1939) i avui en dia roman abandonada. La volta s'esfondrà prop de l'altar i les teules han desaparegut parcialment de la mateixa manera que el mur de llevant. L'església es construí al segle xviii aprofitant els fonaments i part dels murs i aparell d'un edifici romànic.